# فن الراديو
فن الراديو هو شكل من أشكال الفن السمعي المصنوع من الصوت. يستخدم الفنانون تقنية الراديو (أي الإرسال الإذاعي والموجات الهوائية) لتوصيل التراكيب الفنية للتفسير - مما يعرض جمهورهم لوسائل بديلة لتجربة فنهم من خلال تصورالآيات الصوتية.

## النطاق
يساهم فن الراديو في فن الوسائط الجديدة - وهي حركة فنية مدفوعة رقميًا تنمو استجابة للثورة التكنولوجية الإعلامية التي نعيش فيها. "من وجهة نظر الفنان ، يعد الراديو بيئة يتم الدخول إليها والعمل عليها ، وهو موقع للأصوات الثقافية المختلفة للالتقاء والتحدث والاندماج فيه. هؤلاء الفنانون يتقاطعون مع التخصصات ، ويداهمون جميع الأنواع ويعيدون صياغتها في هجينة. " 
يمكن استخدام الوسيط الراديوي بطرق مختلفة عما كان مخصصاً له. وبهذا المعنى، فإن الطريقة التي يتم بها نقل الرسالة واستقبالها من قبل الجمهور لا تقل أهمية عن الرسالة نفسها. "كشكل من أشكال الفن السمعي ، فإنه يؤكد من جديد أنه ليس فقط ما نقوله ، ولكن الطريقة التي نقولها بها. على حد تعبير فيكتوريا فينر ، "فن الراديو هو فن تم تأليفه خصيصا لوسيلة الراديو وهو مناسب بشكل فريد ليتم نقله عبر موجات الأثير.

## المواضيع
يمكن أن تكون مشاريع الفن الإذاعي تعاونية بما في ذلك المصادر المهنية المختلفة ، وتوحيد البث الصوتي مع العلوم ، والتجريب ، والجغرافيا ، والترفيه ، وما إلى ذلك ". اقترب البعض من الراديو كمساحة معمارية يتم بناؤها صوتيا ولغويا. أو كموقع لحدث أو ساحة أو مسرح. استخدمه البعض كمكان للتجمع ، أو قناة ، وسيلة لإنشاء مجتمع. استخدم فنانون آخرون المشهد الإعلامي نفسه كسرد ، بينما نظر آخرون إلى الجسد كموقع ومصدر. صندوق الصوت ، الحنجرة تصبح متوسطة واستعارة ".

## الأنماط
تشمل الأنماط الوثائقية الإذاعية، والدراما الإذاعية، والمشهد الصوتي، وفن الصوت، والموسيقى الكهروصوتية، والشعر الصوتي، والأداء، والمصدر المفتوح، والترجمة، والمقابلات، والمعارض الصوتية، والشعر الصوتي المخصص للراديو ، والكلمة المنطوقة، والحفلات الموسيقية، والروايات التجريبية، والمناطق الجغرافية الصوتية، والأفلام الوثائقية الزائفة، والسينما الإذاعية، وعروض الوسائط المتعددة المخصصة للراديو.

## فن الراديو وراديو الويب
راديو الفن هو محطة إذاعية من شأنها أن تكرس كل ثانية من وقت الإرسال لفن الراديو. على الرغم من أن هذا النوع من المشاريع يمكن أن يبدو طوباويا في الحالة التقليدية للراديو ، إلا أن هناك القليل من التجارب الدائمة في الجانب السري أو المجتمعي مثل ResonanceFM في لندن ، وراديو ويف فارم في شمال ولاية نيويورك: راديو WGXC للآذان المفتوحة التي تنوي صنع الراديو بالفن وتعزيز فن الاستماع.
كما جددت الإذاعة نفسها من خلال الإنترنت. حلت تقنية البث الصوتي محل نظام الإرسال التماثلي ويمكن للفنانين التجربة على الراديو خارج القيود القانونية لترخيص FM على سبيل المثال. من بين أجهزة الراديو المخصصة لفن الراديو ، بعض قطع البث مثل أجهزة الراديو التقليدية. البعض الآخر يجرب مباشرة مع الوسيط بالمعنى الأكثر واقعية. يبث راديو علم الفلك الأصوات المأخوذة من الفضاء الخارجي في الوقت الحقيقي. لي بولب  هو راديو تجريبي للشبكات يمزج بين العديد من "المساحات" التي تتم معالجتها وبثها عبر الإنترنت.